# Natalia Meta
Natalia Meta (Buenos Aires, 1974) es una directora de cine, guionista, productora, editora y filósofa argentina. Su primer largometraje, Muerte en Buenos Aires, se estrenó en el año 2014, al que le siguió El prófugo, el cual se estrenó en el año 2021 en la Competencia Oficial del Festival Internacional de Cine de Berlín.

## Biografía
Natalia Meta nació en 1974 en la ciudad de Buenos Aires, Argentina. Se licenció en Filosofía por la Universidad de Buenos Aires. En 2017, produjo la película El futuro que viene, de Constanza Novick. Dirigió y coescribió su primera película, Muerte en Buenos Aires, en el año 2014, y su segunda película, El prófugo, en 2021. Esta última se estrenó en la Competencia Oficial del Festival Internacional de Cine de Berlín, y tomó inspiración de la novela de terror El mal menor (1996), de C. E. Feiling.
Además de su labor en cine, Meta fundó junto a Luis Chitarroni y Diego D´Onofrio la editorial La Bestia Equilátera.

## Filmografía

### Dirección
- Muerte en Buenos Aires (2014)
- El prófugo (2021)

### Producción
- El futuro que viene (2017, de Constanza Novick)